# Лоренцо Ламас
Лоренцо Ламас (на английски: Lorenzo Lamas) е американски актьор. Роден на 20 януари 1958 г. Син е на известния аржентински актьор Фернандо Ламас и норвежко-американската актриса Арлийн Дал. Учил е актьорско майсторство. Ламас е изучавал карате и таекуондо през 1979 година, получава черен колан.

## Кариера

### „Ренегат“
Добива голяма популярност със сериала „Ренегат“, в него той играе ролята на несправедливо обвинения в убийство полицай Рино Рейнс, който се сприятелява с ловеца на глави Боби Сикскилър и двамата започват борба за оневиняването на Рино. Междувременно Рино и Боби преследват и залавят опасни престъпници, Рино се представя с името Винс Блак. А по петите му е ченгето което го е натопило Дъдж Диксън.

### Филмография
- 1978 – Grease
- 1979 – Take Down
- 1979 – Наклон / Tilt
- 1984 – Body Rock
- 1989 – Пепелянката / Snake Eater
- 1990 – Пепелянката 2 / Snake Eater II: The Drug Buster
- 1991 – Night of the Warrior
- 1991 – Killing Streets
- 1992 – Final Impact
- 1992 – Пепелянката 3/ Snake Eater III: His Law
- 1993 – ЦРУ: Операция „Алекса“ / CIA Code Name: Alexa
- 1993 – The Swordsman
- 1993 – Bounty Tracker
- 1994 – Final Round
- 1994 – ЦРУ: Операция „Алекса“ 2 / CIA II: Target Alexa
- 1994 – Viper
- 1995 – Terminal Justice
- 1995 – Полицейски-гладиатор / Gladiator Cop
- 1995 – Среднощен мъж/ Midnight Man
- 1996 – Mask of Death
- 1997 – Black Dawn
- 1997 – Ярост / The Rage
- 1998 – Back to Even
- 1999 – Undercurrent
- 1999 – Муза / The Muse
- 2002 – Последен раунд / The Circuit 2: The Final Punch
- 2003 – Rapid Exchange
- 2003 – 13 Dead Men
- 2003 – Dark Waters
- 2003 – Вирус в рая/Paradise Virus
- 2004 – Blood Angels
- 2004 – Killing Cupid
- 2004 – Motocross Kids
- 2004 – Latin Dragon
- 2004 – Sci-Fighter
- 2004 – Против хищника / Unseen Evil 2
- 2004 – Deep Evil
- 2005 – Lethal
- 2006 – 18 Fingers of Death!
- 2007 – Hell Bent
- 2007 – Mexican Gold
- 2007 – 30 000 Leagues Under the Sea
- 2008 – Chinaman’s Chance